# Королевство Одоакра
Королевство Одоакра — варварское королевство, созданное на территории части бывшей Западной Римской империи Одоакром в 476 году, когда тот сверг последнего императора — Ромула Августа.
Несмотря на успешные военные походы, Одоакр был вынужден уйти из Норика, а в последующие годы был разбит Теодорихом Великим. Во время войны с остготами сын Одоакра Тела был провозглашён цезарем.
В 493 году Теодорих Великий убил Одоакра и образовал на территории его государства королевство остготов. Королевство Одоакра не просуществовало и двадцати лет.